# Добра Вода (Бојник)
Добра Вода је насеље у Србији у општини Бојник у Јабланичком округу. Према попису из 2022. било је 14 становника (према попису из 2002. било је 88 становника).
Овде се налазе Остаци утврђења Марино кале.

## Демографија
У насељу Добра Вода живи 87 пунолетних становника, а просечна старост становништва износи 63,2 година (60,3 код мушкараца и 66,2 код жена). У насељу има 47 домаћинстава, а просечан број чланова по домаћинству је 1,87.
Ово насеље је великим делом насељено Србима (према попису из 2002. године).
|  |

| Демографија | Демографија | Демографија |
| Година      | Становника  | Становника  |
| ----------- | ----------- | ----------- |
| 1948.       | 359         |             |
| 1953.       | 389         |             |
| 1961.       | 406         |             |
| 1971.       | 329         |             |
| 1981.       | 200         |             |
| 1991.       | 110         | 110         |
| 2002.       | 88          | 88          |
| 2011.       | 57          |             |

| Етнички састав према попису из 2002.‍ | Етнички састав према попису из 2002.‍ | Етнички састав према попису из 2002.‍ | Етнички састав према попису из 2002.‍ | Етнички састав према попису из 2002.‍ |
| ------------------------------------ | ------------------------------------ | ------------------------------------ | ------------------------------------ | ------------------------------------ |
|                                      |                                      |                                      |                                      |                                      |
| Срби                                 | Срби                                 |                                      | 81                                   | 92,04%                               |
| Црногорци                            | Црногорци                            |                                      | 4                                    | 4,54%                                |
| Југословени                          | Југословени                          |                                      | 1                                    | 1,13%                                |
| непознато                            | непознато                            |                                      | 0                                    | 0,0%                                 |

| Година пописа     | 1948. | 1953. | 1961. | 1971. | 1981. | 1991. | 2002. |
| ----------------- | ----- | ----- | ----- | ----- | ----- | ----- | ----- |
| Број домаћинстава | 60    | 63    | 94    | 90    | 58    | 44    | 47    |

| Број чланова      | 1  | 2  | 3 | 4 | 5 | 6 | 7 | 8 | 9 | 10 и више | Просек |
| ----------------- | -- | -- | - | - | - | - | - | - | - | --------- | ------ |
| Број домаћинстава | 14 | 27 | 5 | 0 | 1 | 0 | 0 | 0 | 0 | 0         | 1,87   |

| Пол    | Укупно | Неожењен/Неудата | Ожењен/Удата | Удовац/Удовица | Разведен/Разведена | Непознато |
| ------ | ------ | ---------------- | ------------ | -------------- | ------------------ | --------- |
| Мушки  | 43     | 6                | 31           | 5              | 1                  | 0         |
| Женски | 44     | 3                | 32           | 9              | 0                  | 0         |
| УКУПНО | 87     | 9                | 63           | 14             | 1                  | 0         |

| Пол    | Укупно                    | Пољопривреда, лов и шумарство | Рибарство                            | Вађење руде и камена | Прерађивачка индустрија       |
| ------ | ------------------------- | ----------------------------- | ------------------------------------ | -------------------- | ----------------------------- |
| Мушки  | 10                        | 8                             | 0                                    | 0                    | 0                             |
| Женски | 15                        | 15                            | 0                                    | 0                    | 0                             |
| УКУПНО | 25                        | 23                            | 0                                    | 0                    | 0                             |
| Пол    | Производња и снабдевање   | Грађевинарство                | Трговина                             | Хотели и ресторани   | Саобраћај, складиштење и везе |
| Мушки  | 0                         | 1                             | 0                                    | 0                    | 1                             |
| Женски | 0                         | 0                             | 0                                    | 0                    | 0                             |
| УКУПНО | 0                         | 1                             | 0                                    | 0                    | 1                             |
| Пол    | Финансијско посредовање   | Некретнине                    | Државна управа и одбрана             | Образовање           | Здравствени и социјални рад   |
| Мушки  | 0                         | 0                             | 0                                    | 0                    | 0                             |
| Женски | 0                         | 0                             | 0                                    | 0                    | 0                             |
| УКУПНО | 0                         | 0                             | 0                                    | 0                    | 0                             |
| Пол    | Остале услужне активности | Приватна домаћинства          | Екстериторијалне организације и тела | Непознато            | Непознато                     |
| Мушки  | 0                         | 0                             | 0                                    | 0                    | 0                             |
| Женски | 0                         | 0                             | 0                                    | 0                    | 0                             |
| УКУПНО | 0                         | 0                             | 0                                    | 0                    | 0                             |

## Галерија
- Добра Вода - предео